# Mie Nielsen
Mie Østergaard Nielsen (ur. 25 września 1996 w Aalborgu) – duńska pływaczka, specjalizująca się w stylu grzbietowym, dowolnym i zmiennym. Brązowa medalistka igrzysk olimpijskich i wielokrotna medalistka mistrzostw świata i Europy.

## Kariera pływacka
4-krotna medalistka mistrzostw Europy na krótkim basenie ze Szczecina na 100 m stylem grzbietowym i zmiennym oraz w sztafetach 4 × 50 m stylem dowolnym i zmiennym. 7-krotna medalistka mistrzostw Europy juniorów.
Uczestniczka igrzysk olimpijskich w Londynie na 100 (17. miejsce) i 200 m stylem grzbietowym (28. miejsce) oraz w sztafetach 4 x 100 m stylem dowolnym (6. miejsce) i zmiennym (7. miejsce).
W 2013 roku z powodu operacji kolana nie mogła wystartować na mistrzostwach świata. Po raz pierwszy uczestniczyła w nich dwa lata później. W konkurencji 100 m stylem grzbietowym zdobyła brązowy medal, uzyskawszy czas 58,86. Na dystansie 50 m stylem grzbietowym z czasem 27,73 zajęła piąte miejsce. Płynęła także w sztafecie 4 ×  100 m stylem zmiennym, która uplasowała się na piątej pozycji.
Na mistrzostwach Europy w 2016 roku zdobyła złoty medal na dystansie 100 m stylem grzbietowym i wynikiem 58,73 ustanowiła nowy rekord mistrzostw i Danii w tej konkurencji. Oprócz tego wywalczyła srebro na 50 m grzbietem.
Trzy miesiące później podczas igrzysk olimpijskich w Rio de Janeiro wraz z Rikke Møller Pedersen, Jeanette Ottesen i Pernille Blume zdobyła brązowy medal w wyścigu sztafet 4 × 100 m stylem zmiennym. Dunki przypłynęły zaledwie 0,01 s za reprezentantkami Australii i ustanowiły nowy rekord Europy (3:55,01). Nielsen brała również udział w sztafecie kraulowej 4 × 100 m, która zajęła 12. miejsce. Na swoim koronnym dystansie 100 m stylem grzbietowym z czasem 58,80 była piąta.

## Życie prywatne
Jest córką Benny'ego Nielsena, który został srebrnym medalistą na dystansie 200 m stylem motylkowym na igrzyskach olimpijskich w 1988 roku i Lone Jensen, uczestniczki pływackich mistrzostw świata w 1978 roku.